# Diócesis de Pitigliano-Sovana-Orbetello
La diócesis de Pitigliano-Sovana-Orbetello (en latín: Dioecesis Pitilianensis-Soanensis-Urbetelliensis y en italiano: Diocesi di Pitigliano-Sovana-Orbetello) es una circunscripción eclesiástica de la Iglesia católica en Italia. Se trata de una diócesis latina, sufragánea de la arquidiócesis de Siena-Colle di Val d'Elsa-Montalcino. Desde el 19 de diciembre de 2024 su obispo es Bernardino Giordano.

## Territorio y organización

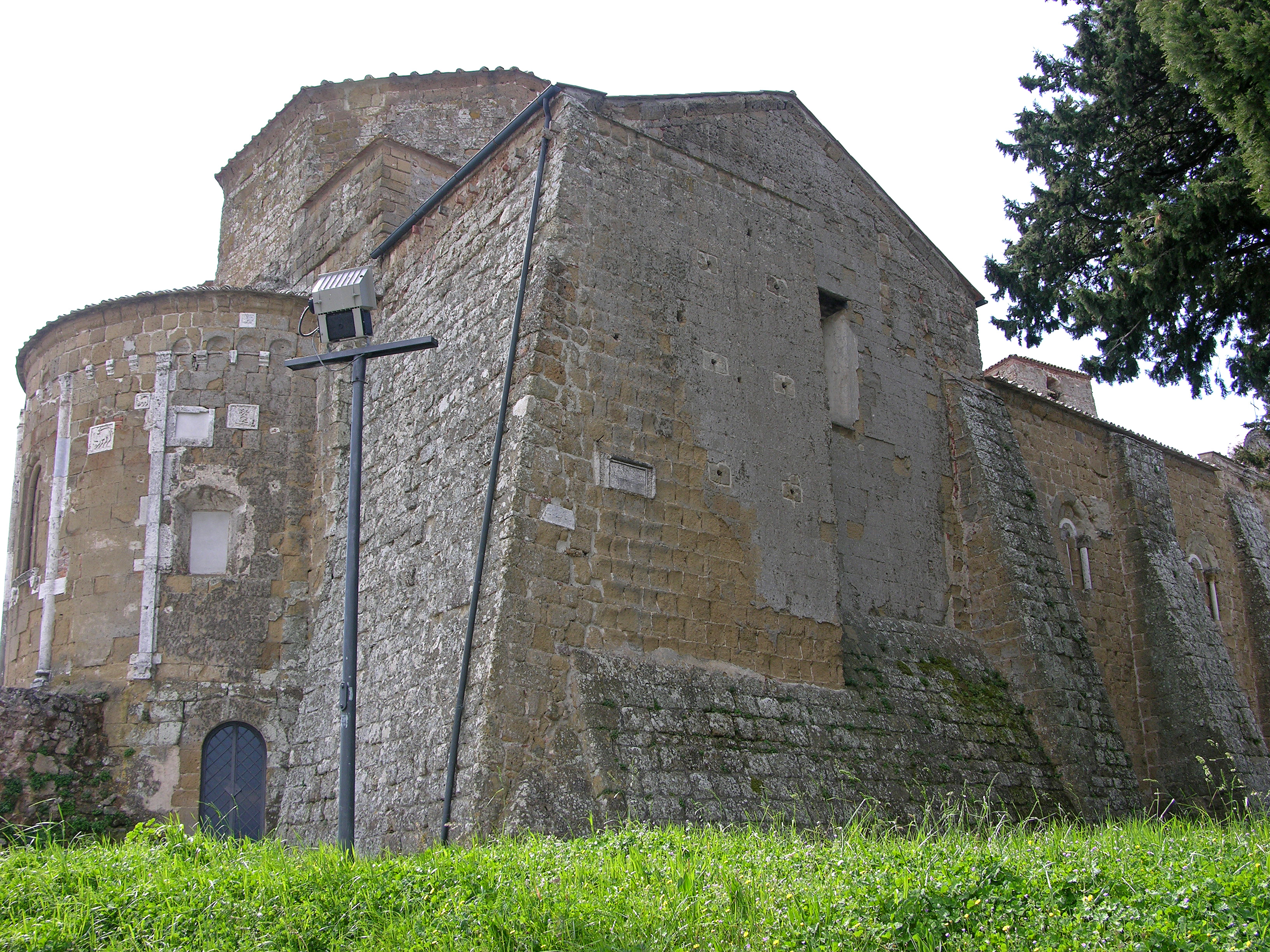
Concatedral de San Pedro y San Pablo, en Sovana

La diócesis tiene 2177 km² y extiende su jurisdicción sobre los fieles católicos de rito latino residentes en parte de la región de Toscana, comprendiendo: 
- en la provincia de Siena la comuna de Piancastagnaio;
- en la provincia de Grosseto las comunas de: Arcidosso (solo la fracción de Stribugliano), Capalbio, Castell'Azzara, Isola del Giglio (compuesta por las islas de Giglio y Giannutri), Magliano in Toscana, Manciano, Monte Argentario, Orbetello, Pitigliano, Roccalbegna, Santa Fiora, Scansano, Semproniano y Sorano.

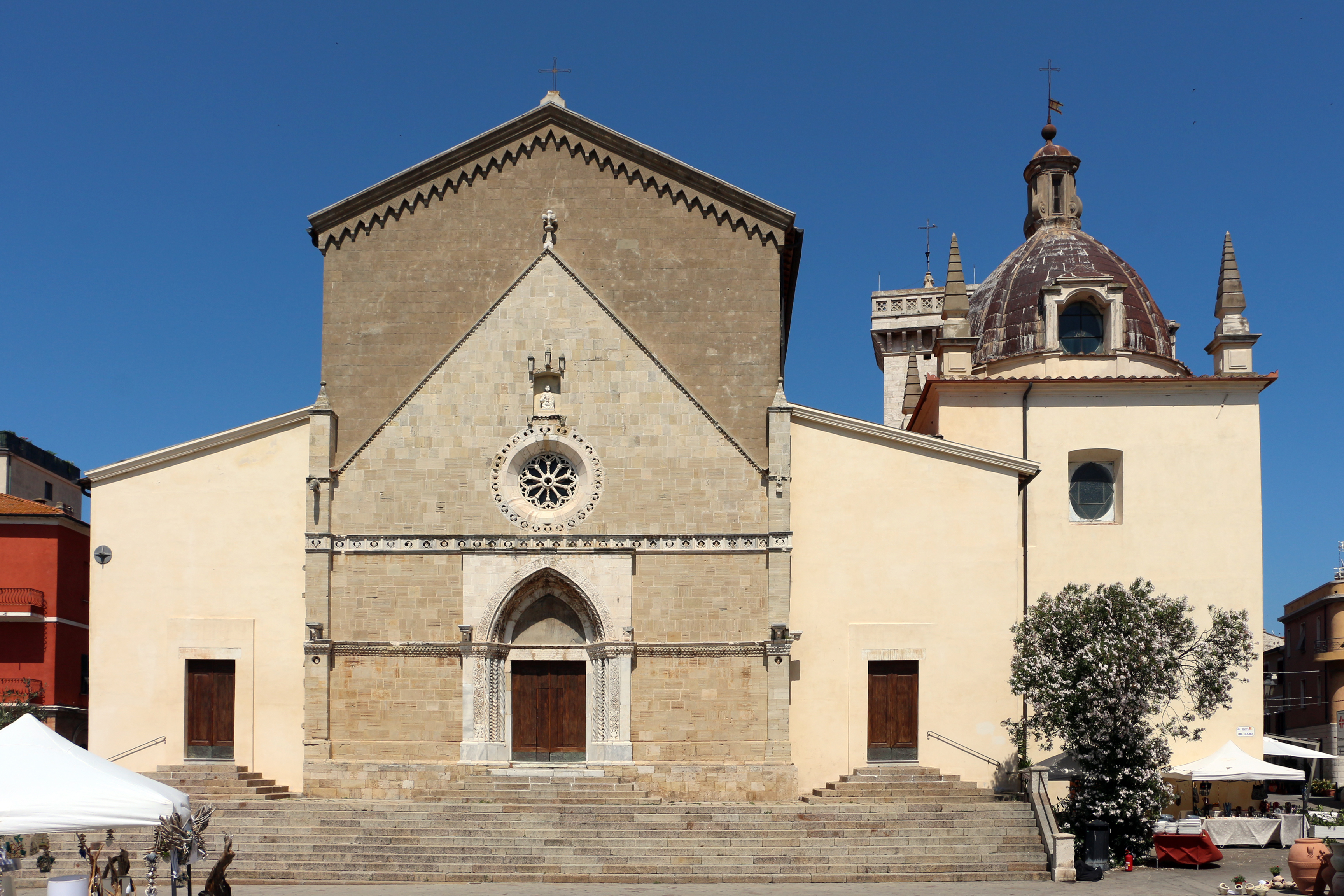
Concatedral de Santa María Asunta, en Orbetello

La sede de la diócesis se encuentra en la ciudad de Pitigliano, en donde se halla la Catedral de San Pedro y San Pablo. En Sovana se halla la Concatedral de San Pedro y San Pablo y en Orbetello la Concatedral de Santa María Asunta.

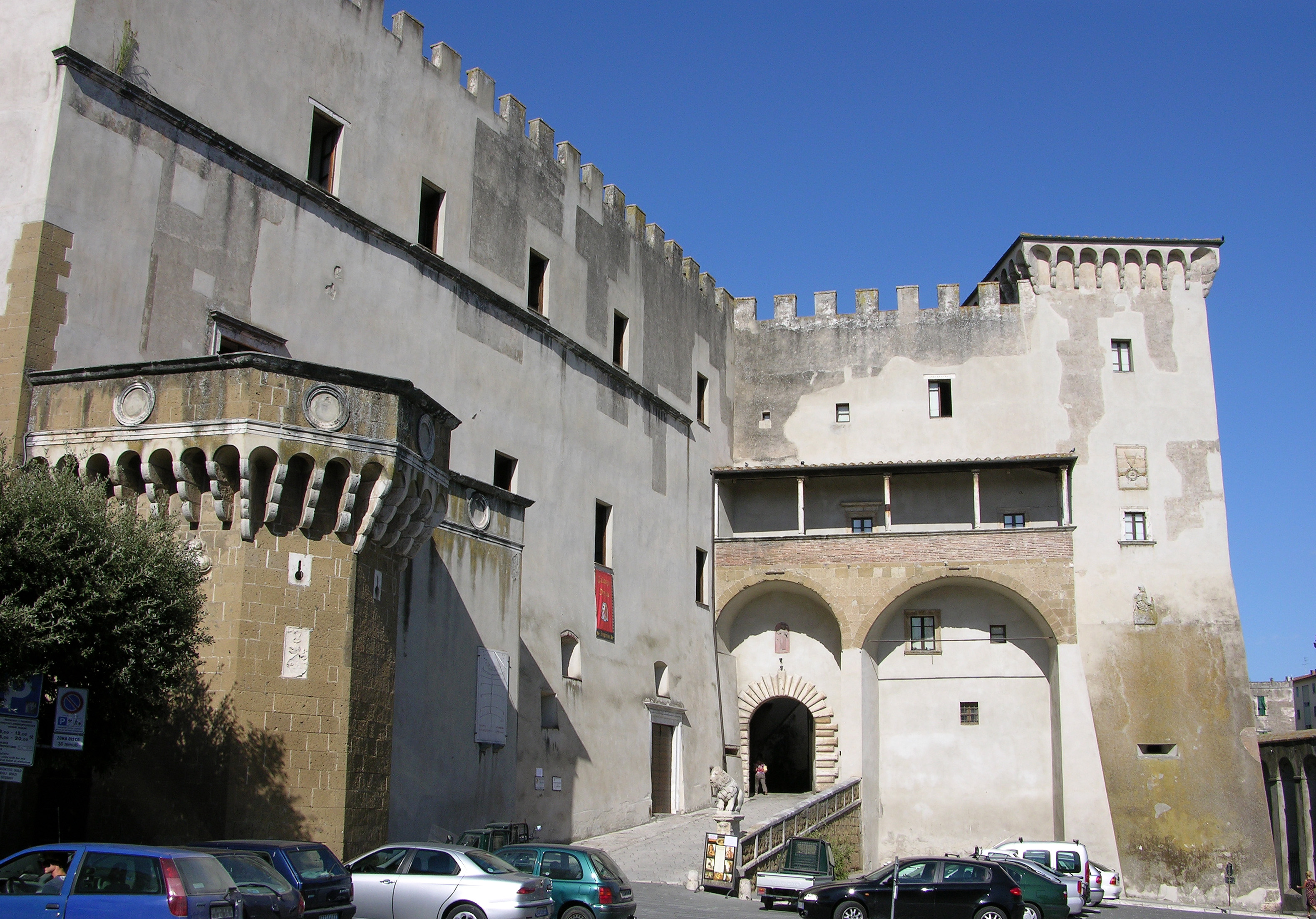
Palacio Orsini en Pitigliano, sede de la curia episcopal, del archivo histórico y del museo diocesano

En 2023 en la diócesis existían 71 parroquias agrupadas en 4 vicariatos foráneos:
- el vicariato della montagna: comprendiendo las parroquias de Castell'Azzara, Piancastagnaio, Roccalbegna, Santa Fiora y Stribugliano;
- el vicariato del Fiora: comprendiendo las parroquias de Manciano, Pitigliano, Semproniano y Sorano;
- el vicariato del nord Albegna: comprendiendo las parroquias de Magliano in Toscana y Scansano;
- el vicariato del mare: comprendiendo las parroquias de Capalbio, Isola del Giglio, Monte Argentario y Orbetello.

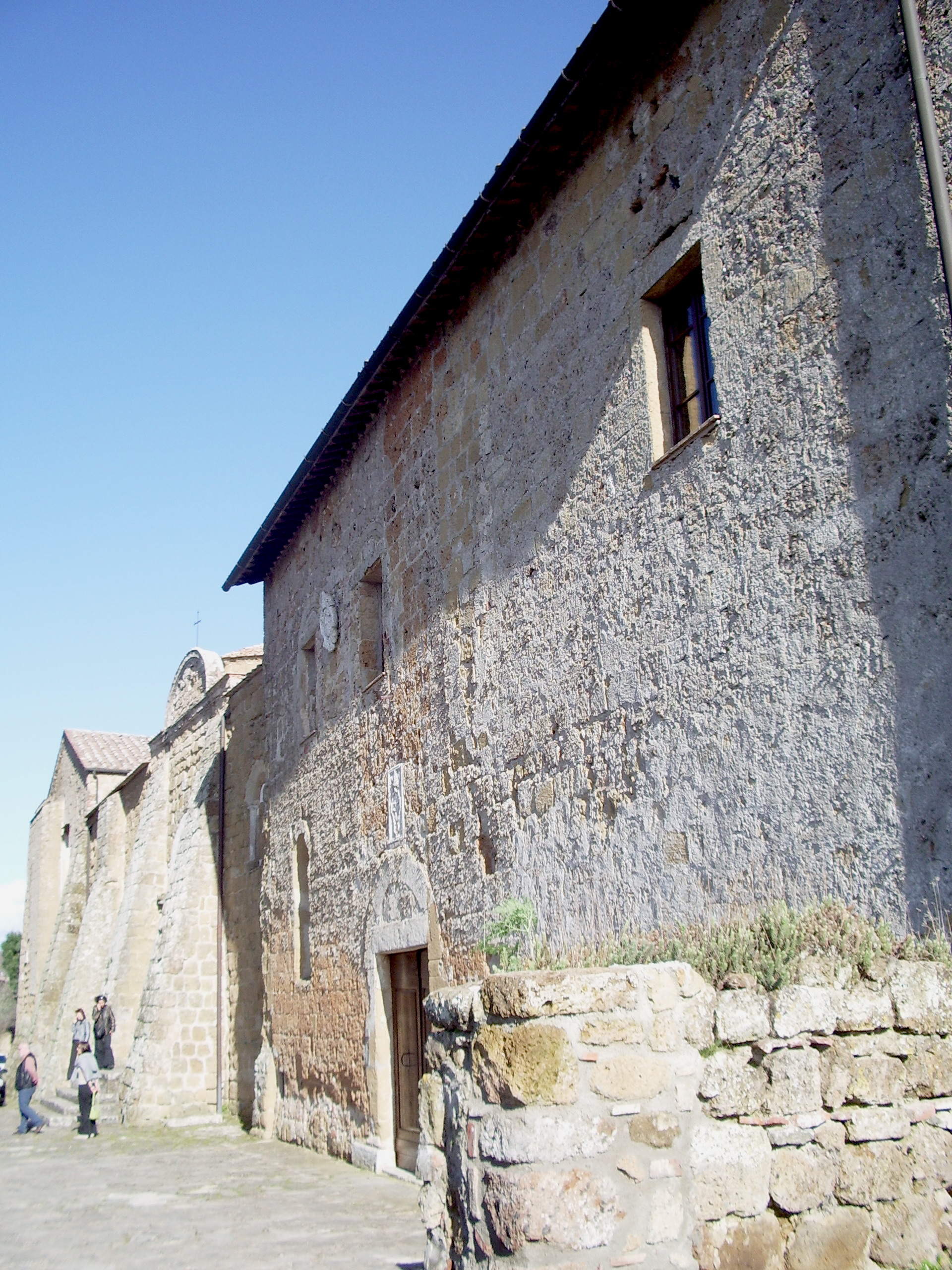
Expalacio episcopal de Sovana

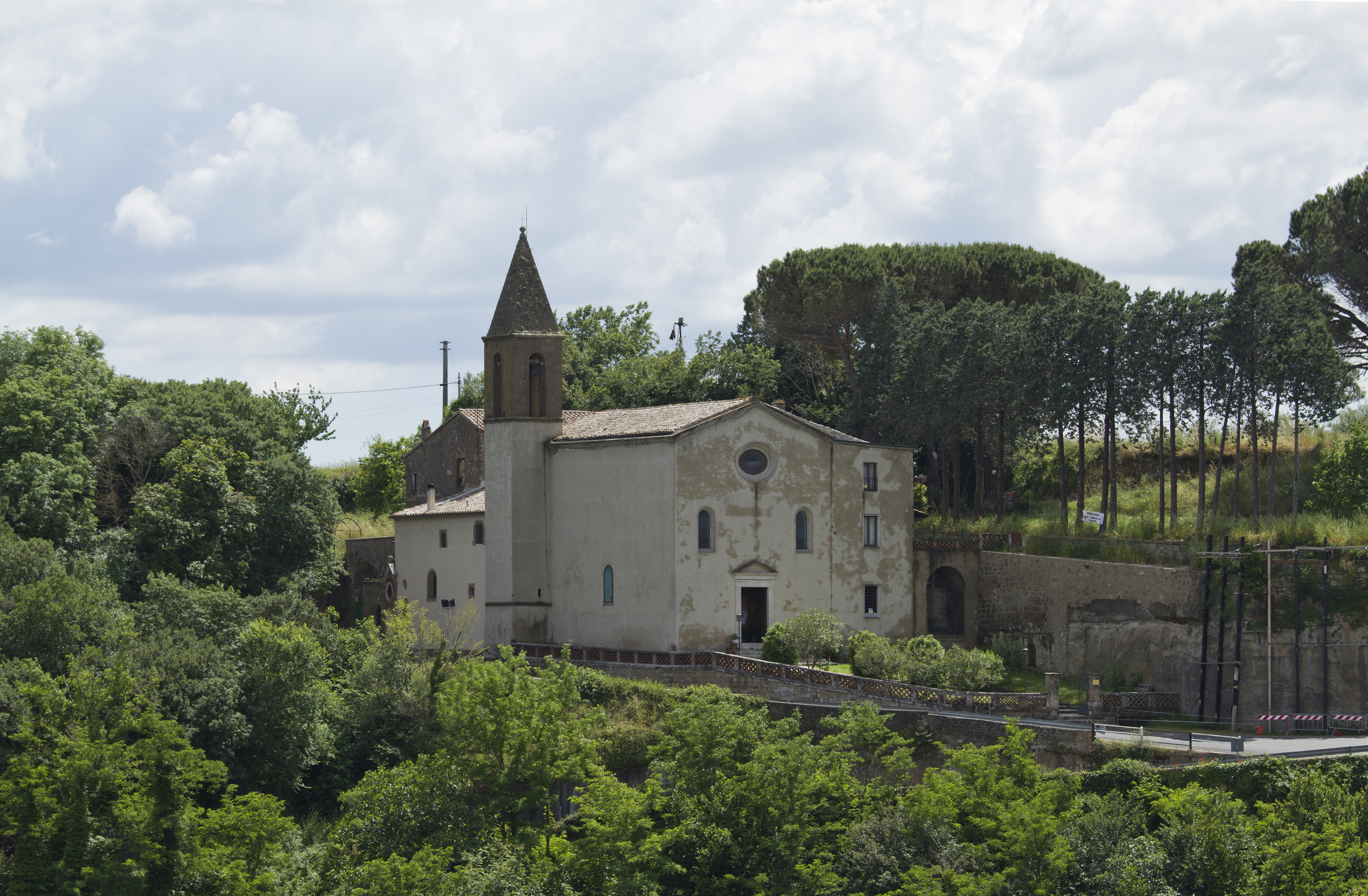
Santuario de la Madonna delle Grazie, en Pitigliano

## Historia
Los orígenes de la diócesis de Sovana, atestiguados por primera vez en la segunda mitad del siglo VII, son inciertos. Lanzoni cree que es probable que el obispado sea anterior a este período, mientras que Burattini sostiene que la diócesis de Sovana es heredera de dos sedes episcopales anteriores, las de Statonia y Saturnia. Debido a la invasión lombarda, las dos diócesis se fusionaron y al mismo tiempo los obispos trasladaron su sede a Sovana.
El primer obispo de Sovana documentado históricamente es Maurizio, que aparece entre los obispos que participaron en el sínodo romano del 27 de marzo de 680 convocado por el papa Agatón para condenar la herejía monotelita, en preparación para el Concilio de Constantinopla de 680-681. Maurizio firmó las actas sinodales entre Marciano de Volterra y Agnello de Bolsena.
Durante el primer milenio se conocen pocos obispos de Sovana, conocidos gracias a su participación en los concilios celebrados por los pontífices: Bestiano en 826, Tanimondo en 853, Rastaldo en 861, Stefano en 869 y Rainerio en 967.
La catedral de Sovana fue construida entre los siglos siglo VIII y siglo IX y es recordada en una bula papal de 1061 dirigida al obispo Anselmo, en la que también se menciona a los canónigos de la catedral encabezados por el arcipreste Vitale. La misma bula recuerda que la institución canónica había sido querida en el siglo anterior por el obispo Rainerio y confirmada por su sucesor Giovanni.
Durante el siglo XII la diócesis de Sovana perdió la parte oriental de su territorio debido a la ocupación por parte de Orvieto del territorio del Val di Lago y en concreto de los centros de Acquapendente, San Lorenzo, Grotte y Gradoli. Después de más de cincuenta años de ocupación, un proceso interpuesto por el obispo de Sovana Giordano en 1194 terminó a favor de la diócesis de Orvieto. En 1230 el papa Gregorio IX decidió separar Orbetello y su territorio de la diócesis de Sovana y someterlo a la jurisdicción del abad de las Tre Fontane en Roma.
El 23 de abril de 1459, por voluntad del papa Pío II, la diócesis de Sovana, hasta entonces inmediatamente sujeta a la Santa Sede, pasó a ser sufragánea de la arquidiócesis metropolitana de Siena.
A mediados del siglo XVII, Sovana era un pequeño pueblo de 400 habitantes y el obispo Marcello Cervini intentó repoblarlo sin éxito. En 1674 Pier Maria Bichi estableció su residencia en Pitigliano, en un palacio propiedad de su familia. Después de su muerte, el palacio quedó en herencia de la curia episcopal y su sucesor, Pietro Valentini, continuó residiendo en Pitigliano, como todos los obispos posteriores. Aunque la diócesis no era muy poblada, no faltaban sacerdotes: en el sínodo de 1689, 192 sacerdotes estuvieron presentes en la sesión del 13 de mayo.
En 1701 el obispo Domenico Maria della Ciaia fundó el seminario diocesano en Scansano y en 1705 lo trasladó a Pitigliano. En la primera mitad del siglo, bajo el episcopado de Fulvio Salvi, trabajó en la diócesis san Pablo de la Cruz, llamado el apóstol de la Maremma y fundador de la Congregación de la Pasión en la ermita de San Antonio en el monte Argentario.
En abril de 1785, las comunidades de Onano y Proceno, que se encontraban en los Estados Pontificios, fueron cedidas a la diócesis de Acquapendente a cambio de las de Manciano y Capalbio, pertenecientes al Gran Ducado de Toscana.
En 1836, el obispo Francesco Maria Barzellotti fundó en Pitigliano una Escuela de Moral y Dogmática, que hizo obligatoria para los aspirantes al sacerdocio.
Después de casi dos siglos en los que los obispos residieron en Pitigliano, el papa Gregorio XVI, mediante la bula Quum divini cultus del 13 de enero de 1844, sancionó el traslado definitivo de la sede episcopal a la iglesia de los Santos Pedro y Pablo, elevada a la categoría de concatedral de la diócesis, donde también fue trasladado el capítulo de canónigos de Sovana. Al mismo tiempo la diócesis tomó el nombre de diócesis de Sovana-Pitigliano.
El 13 de mayo de 1853 la pastora Verónica Nucci de Cerreto informó haber presenciado una aparición mariana. Cuatro años después, el 8 de mayo, el obispo colocó la primera piedra de una iglesia dedicada a Nuestra Señora de los Dolores en el lugar de la aparición.
En los años comprendidos entre 1868 y 1878 la diócesis conoció la predicación de un autodenominado visionario y profeta, Davide Lazzaretti: inicialmente permaneció en la Iglesia católica aunque con actitudes revelacionistas, mesiánicas y socialistas. En 1871 fundó una nueva Iglesia Jurisdavídica, que reunió un cierto número de seguidores en Toscana, negándose a obedecer al Romano Pontífice. El 18 de agosto de 1878 murió a manos de los carabineros mientras encabezaba una procesión hacia Arcidosso.
En 1910, el obispo Michele Cardella donó al seminario una nueva sede y quiso construir en la cima del monte Amiata una cruz de hierro forjado de 22 metros de altura.
De 1924 a 1932, con el obispo Gustavo Matteoni, la diócesis de Sovana-Pitigliano se unió in persona episcopi a la diócesis de Grosseto, suscitando la oposición del clero y del pueblo, a pesar de las garantías de autonomía por parte del obispo.
El 8 de junio de 1934, Stanislao Battistelli dio a la diócesis una nueva estructura administrativa, reduciendo las vicarías de quince a seis.
El 25 de mayo de 1947, a petición del sínodo diocesano celebrado en julio de 1946, el papa Pío XII declaró a los santos Gregorio VII, papa originario de Sovana, y Mamiliano de Palermo, obispo y mártir, patronos principales de la diócesis, junto con san Pablo de la Cruz, patrono secundario.
De 1964 a 1975 la diócesis permaneció vacante y corrió nuevamente el riesgo de unirse con diócesis vecinas. Fue administrada inicialmente durante seis años por Luigi Boccadoro, obispo de Acquapendente y Montefiascone, con la ayuda del obispo auxiliar Renato Spallanzani, residente en Pitigliano de 1967 a 1970; y luego por otros cinco años por el obispo de Grosseto Primo Gasbarri a través del auxiliar Adelmo Tacconi, también residente en la diócesis.
El 7 de octubre de 1975, las aldeas grossetanas de Alberese y Rispescia fueron cedidas a la diócesis de Grosseto.
El 25 de marzo de 1981, mediante la bula Abbatia Sanctorum Vincentii et Anastasii del papa Juan Pablo II, la diócesis incorporó los territorios toscanos hasta entonces bajo la jurisdicción de la abadía de las Tre Fontane de Roma, es decir, Orbetello, Monte Argentario, Isola del Giglio y Capalbio. Al mismo tiempo la diócesis tomó el nombre de diócesis de Sovana-Pitigliano-Orbetello y la iglesia de la Asunción de Orbetello fue elevada al rango de concatedral.
El 30 de septiembre de 1986 la diócesis asumió su nombre actual mediante eldecreto Cum procede oporteret de la Congregación para los Obispos.
Desde el 19 de junio de 2021 está unida in persona episcopi a la diócesis de Grosseto.

## Estadísticas
Según el Anuario Pontificio 2024 la diócesis tenía a fines de 2023 un total de 65 700 fieles bautizados.
| Año                                                                             | Población            | Población | Población      | Sacerdotes | Sacerdotes    | Sacerdotes    | Bautizados por sacerdote | Diáconos permanentes | Religiosos | Religiosos | Parroquias |
| Año                                                                             | Bautizados católicos | Total     | % de católicos | Total      | Clero secular | Clero regular | Bautizados por sacerdote | Diáconos permanentes | Varones    | Mujeres    | Parroquias |
| ------------------------------------------------------------------------------- | -------------------- | --------- | -------------- | ---------- | ------------- | ------------- | ------------------------ | -------------------- | ---------- | ---------- | ---------- |
| 1950                                                                            | 58 500               | 60 000    | 97.5           | 78         | 70            | 8             | 750                      |                      | 10         | 50         | 50         |
| 1970                                                                            | 68 830               | 68 854    | 100.0          | 60         | 60            |               | 1147                     |                      |            |            | 61         |
| 1980                                                                            | 75 000               | 75 361    | 99.5           | 84         | 64            | 20            | 892                      |                      | 20         | 89         | 76         |
| 1990                                                                            | 75 601               | 75 855    | 99.7           | 86         | 68            | 18            | 879                      | 1                    | 18         | 89         | 71         |
| 1999                                                                            | 71 480               | 71 536    | 99.9           | 70         | 63            | 7             | 1021                     | 4                    | 14         | 56         | 71         |
| 2000                                                                            | 71 000               | 71 536    | 99.3           | 69         | 63            | 6             | 1028                     | 4                    | 6          | 58         | 71         |
| 2001                                                                            | 71 000               | 71 536    | 99.3           | 70         | 63            | 7             | 1014                     | 4                    | 16         | 58         | 71         |
| 2002                                                                            | 71 000               | 71 536    | 99.3           | 67         | 60            | 7             | 1059                     | 4                    | 17         | 56         | 71         |
| 2003                                                                            | 71 000               | 71 536    | 99.3           | 69         | 62            | 7             | 1028                     | 5                    | 11         | 52         | 71         |
| 2004                                                                            | 71 000               | 71 536    | 99.3           | 69         | 62            | 7             | 1028                     | 6                    | 19         | 55         | 71         |
| 2013                                                                            | 71 100               | 73 200    | 97.1           | 61         | 52            | 9             | 1165                     | 10                   | 11         | 53         | 71         |
| 2016                                                                            | 67 500               | 69 000    | 97.8           | 60         | 50            | 10            | 1125                     | 9                    | 16         | 45         | 71         |
| 2019                                                                            | 66 000               | 67 613    | 97.6           | 54         | 47            | 7             | 1222                     | 10                   | 9          | 45         | 71         |
| 2021                                                                            | 66 500               | 67 800    | 98.1           | 57         | 46            | 11            | 1166                     | 10                   | 18         | 36         | 71         |
| 2023                                                                            | 65 700               | 67 100    | 97.9           | 56         | 45            | 11            | 1173                     | 12                   | 14         | 33         | 71         |
| Fuente: Catholic-Hierarchy, que a su vez toma los datos del Anuario Pontificio. |                      |           |                |            |               |               |                          |                      |            |            |            |

## Episcopologio

### Obispos de Sovana
- Maurizio † (mencionado en 680)
- Sebastiano (Bestianus) † (mencionado en 826)
- Trasmondo (Tanimundus) † (mencionado en 853)
- Rastaldo † (mencionado en 861)
- Stefano † (antes de 869-después de 886)
- Rainerio † (mencionado en 967)[nota 3]
- Giovanni † (antes de 1015-después de abril de 1059)
- Anselmo † (mencionado en abril de 1061)
- P. † (antes de 1073/1084|84)
- Davide † (1083-?)[11]
- Bernardo † (mencionado en 1088)[11]
- Montano † (mencionado en 1110)[11]
- Rainaldo † (mencionado en 1114)[nota 4]
- Eugerio † (antes de 1126)[nota 5]
- Ildizone † (antes del 21 de julio de 1126-circa 1151 falleció)[12]
  - Sede vacante (circa 1151-1153)[13]
- Pietro † (circa 1153-circa 1175 falleció)[13][nota 6]
- Paolino † (circa 1175-antes de junio de 1193 falleció)[14]
- Giordano † (antes del 28 de junio de 1193-después de 1197)[15]
- Viviano † (antes de 1206-después de 1208)[16]
- Gualtiero † (1221-antes del 5 de julio de 1260 falleció)
- Teodino † (circa 1260-1270 falleció)
- Davide Bandini, O.Cist. † (1270-? falleció)
- Marco † (23 de diciembre de 1283-circa 1293)
- Landone † (1294-22 de abril de 1298 nombrado obispo de Nola)
- Monaldo Monaldeschi, O.F.M. † (7 de mayo de 1298-diciembre de 1302 nombrado arzobispo de Benevento)
- Zampo † (10 de diciembre de 1302-1312 falleció)
- Trasmondo Monaldeschi, O.P. † (10 de mayo de 1312-? falleció)
- Alamanno Donati, O.F.M. † (22 de octubre de 1330-18 de julio de 1342 nombrado obispo de Módena)
- Niccolò Bernardi, O.Carm. † (19 de julio de 1342-? falleció)
- Paolo Neri Bessi, O.E.S.A. † (20 de mayo de 1360-8 de diciembre de 1367 falleció)
- Niccolò da Nola, O.F.M. † (17 de julio de 1368-1368 falleció)
- Roberto de Rainaldo † (25 de junio de 1369-?)
- Pietro Niccolò Blandibelli † (1380-?)
- Antonio, O.S.B.Cam. † (19 de marzo de 1386-1390 falleció)
- Tommaso de Mari † (29 de noviembre de 1390-1397 nombrado obispo de San Marco Argentano)
- Valentino Vanni † (22 de marzo de 1397-?)
- Pietro, O.S.B. † (5 de junio de 1402-?)
- Antonio del Fede, O.Carm. † (12 de agosto de 1418-5 de enero de 1434 falleció)
- Gioacchino Suhare † (20 de enero de 1434-8 de junio de 1439 nombrado obispo de Canne)
- Apollonio Massaini † (8 de junio de 1439-septiembre de 1467 falleció)
- Tommaso della Testa Piccolomini † (20 de noviembre de 1467-26 de octubre de 1470 nombrado obispo de Montalcino y Pienza)
- Andreoccio Ghinucci † (12 de noviembre de 1470-9 de marzo de 1489 nombrado obispo de Grosseto)
- Girolamo Scotti † (9 de marzo de 1489-? falleció)
- Aldello Piccolomini † (8 de octubre de 1492-1510 falleció)
- Alfonso Petrucci † (1 de octubre de 1510-27 de julio de 1513 renunció)
- Lattanzio Petrucci † (27 de julio de 1513-1517 depuesto)
- Domenico Coletta † (2 de diciembre de 1517-1520 falleció)
- Raffaello Petrucci † (6 de febrero de 1520-11 de diciembre de 1522 falleció)
- Lattanzio Petrucci † (11 de diciembre de 1522-1527 falleció) (por segunda vez)
  - Ercole Gonzaga † (5 de julio de 1529-17 de abril de 1532 renunció) (administrador apostólico)
  - Alessandro Farnese † (17 de abril de 1532-26 de abril de 1532 renunció, luego electo papa con el nombre de Paulo III) (administrador apostólico)
- Ferdinando Farnese † (26 de abril de 1532-1535 renunció)
- Carvajal Simoncelli † (26 de febrero de 1535-enero de 1596 falleció)
- Metello Bichi † (15 de enero de 1596-1606 renunció)
- Ottavio Saracini † (12 de julio de 1606-1623 falleció)
- Scipione Tancredi † (15 de enero de 1624-2 de marzo de 1637 nombrado obispo de Montalcino)
- Cristoforo Tolomei † (16 de marzo de 1637-septiembre de 1638 falleció)
- Enea Spennazzi † (20 de diciembre de 1638-25 de mayo de 1644 nombrado obispo de Ferentino)
- Marcello Cervini † (15 de mayo de 1645-23 de septiembre de 1652 nombrado obispo de Montepulciano)
- Girolamo Borghesi, O.S.B. † (11 de diciembre de 1652-17 de septiembre de 1668 nombrado obispo de Pienza)
- Girolamo de' Cori † (17 de junio de 1669-28 de junio de 1672 falleció)
- Pier Maria Bichi, O.S.B. † (12 de junio de 1673-9 de septiembre de 1684 falleció)
- Pietro Valentini † (9 de abril de 1685-noviembre de 1687 falleció)
- Domenico Maria della Ciaia, O.P. † (14 de junio de 1688-23 de enero de 1713 falleció)
- Fulvio Salvi † (11 de diciembre de 1713-23 de mayo de 1727 falleció)
- Cristoforo Palmieri † (8 de marzo de 1728-26 de marzo de 1739 falleció)
- Antonio Vegni † (16 de noviembre de 1739-15 de agosto de 1744 falleció)
- Niccolò Bianchini, O.C.D. † (28 de noviembre de 1746-22 de mayo de 1750[nota 7] falleció)
- Segherio Felice Seghieri † (19 de julio de 1751-31 de julio de 1759 falleció)
  - Sede vacante (1759-1762)
- Tiberio Borghesi † (29 de marzo de 1762-1 de junio de 1772 nombrado arzobispo de Siena)
- Gregorio Alessandri † (14 de junio de 1773-20 de mayo de 1776 nombrado obispo de Cortona)
- Francesco Pio Santi † (16 de septiembre de 1776-11 de agosto de 1799 falleció)
  - Sede vacante (1799-1802)
- Filippo Ghighi † (20 de septiembre de 1802-10 de enero de 1830 falleció)
  - Giacomo Bellucci † (30 de septiembre de 1831-1 de noviembre de 1831 falleció) (obispo electo)
- Francesco Maria Barzellotti † (2 de julio de 1832-1844 nombrado obispo de Sovana-Pitigliano)

### Obispos de Sovana-Pitigliano
- Francesco Maria Barzellotti † (1844-15 de agosto de 1861 falleció)
  - Sede vacante (1861-1871)[nota 8]
- Antonio Sbrolli † (27 de octubre de 1871-27 de julio de 1885 renunció)
  - Sede vacante (1885-1889)[nota 9]
- Giulio Matteoli † (11 de febrero de 1889-22 de junio de 1896 nombrado obispo de Pescia)
- Michele Cardella, C.P. † (30 de noviembre de 1896-6 de febrero de 1916 falleció)
- Riccardo Carlesi † (8 de julio de 1916-23 de mayo de 1923 nombrado obispo de Cortona)
- Gustavo Matteoni † (29 de abril de 1924-3 de marzo de 1932 nombrado arzobispo coadjutor de Siena[nota 10])
- Stanislao Amilcare Battistelli, C.P. † (24 de junio de 1932-14 de febrero de 1952 nombrado obispo de Teramo y Atri)
- Pacifico Giulio Vanni, O.F.M. † (10 de mayo de 1952-13 de julio de 1963 renunció[nota 11])
- Luigi Pirelli † (14 de agosto de 1963-14 de agosto de 1964 falleció)
  - Sede vacante (1964-1975)[nota 12]
- Giovanni D'Ascenzi † (7 de octubre de 1975-25 de marzo de 1981 nombrado obispo de Sovana-Pitigliano-Orbetello)

### Obispos de Sovana-Pitigliano-Orbetello
- Giovanni D'Ascenzi † (25 de marzo de 1981-11 de abril de 1983 nombrado obispo de Arezzo, de Cortona y de Sansepolcro)
- Eugenio Binini (3 de diciembre de 1983-30 de septiembre de 1986 nombrado obispo de Pitigliano-Sovana-Orbetello)

### Obispos de Pitigliano-Sovana-Orbetello
- Eugenio Binini (30 de septiembre de 1986-20 de julio de 1991 nombrado obispo de Massa Carrara-Pontremoli)
- Giacomo Babini † (7 de diciembre de 1991-13 de julio de 1996 nombrado obispo de Grosseto)
- Mario Meini (13 de julio de 1996-13 de febrero de 2010 nombrado obispo de Fiesole)
- Guglielmo Borghetti (25 de junio de 2010-10 de enero de 2015 nombrado obispo coadjutor de Albenga-Imperia)
- Giovanni Roncari, O.F.M.Cap. (1 de octubre de 2015-19 de diciembre de 2024 retirado)
- Bernardino Giordano, desde el 19 de diciembre de 2024